# Avskedet
Avskedet är en finländsk-svensk dramafilm från 1982 i regi av Tuija-Maija Niskanen. I rollerna ses bland andra Pirkko Nurmi, Sanna Hultman och Carl-Axel Heiknert. Filmen var Niskanens debut som biofilmsregissör.
Filmen hade finsk premiär den 9 april 1982 och visades på flera festivaler innan den hade svensk premiär den 11 mars 1983 på biografen Lilla Kvarn i Stockholm.
På festivalen Karlovy Vary belönades filmen med priset för bästa debut.

## Handling
Filmen följer direktörsdottern Valerie både som vuxen och som barn.

## Rollista
- Pirkko Nurmi – Valerie som vuxen
- Sanna Hultman – Valerie som barn
- Carl-Axel Heiknert – Magnus von Freyer
- Kerstin Tidelius – Maria von Freyer
- Mimi Pollak – mormodern
- Gunnar Björnstrand – morfadern
- Stina Ekblad – Kerstin
- Majlis Granlund – Elin
- Elina Salo – guvernanten
- Bent Blomqvist – Gustaf
- Josefin Öistämö – Margaret som barn
- Lotta Larsson – Margaret som vuxen
- Berit Gustafsson
- Lucien Savin
- Marianne Karlbeck
- Tommy Svanström
- Tintin Anderzon
- Sven Verde
- Mia Genberg
- Håkan Westergren
- Anna von Rosen
- Julia Öistämö
- Aliisa Narvankoski
- Camilla Berglund
- Henry Ottenby
- Jessica Rindegård
- Kristina Örn

## Produktion
Filmen är producerad av Ingmar Bergmans företag Cinematograph med stöd av Svenska Filminstitutet, Sveriges Television och finländska Mainos-TV. Filminspelningen utfördes under mars 1980 i Filmhusets studior i Stockholm, och interiör- och några exteriörbilder på Lilla Teatern i Helsingfors samma år. Exteriörbilderna är tagna på Huvilagatan i närheten av Viveca Bandlers bostad. Bergman tittade på filmerna och en råkopia, varefter Niskanen ägnade en vecka åt att redigera filmen tillsammans med Bergman på Fårö. Sedan tog filminstitutets chef Jörn Donner över materialet och satte sin egen redaktör Dubravka Cebulc på det. Även om Bergman stöttade Niskanen, ansåg Donner att utförandet inte motsvarade manuset som specifikt krävdes av produktionskontraktet. Donner fick Bandler på sin sida, som inte var nöjd med slutresultatet och tog bort sitt namn från öppningstexterna. "Regissören har inte följt manuset", klagade Bandler. "Det saknas vissa viktiga scener. Och framför allt: humorn är borta."
Avskedet hade premiär på filmfestivalen i Berlin i februari 1982 och i Helsingfors ett par månader senare - i Stockholm visades den inte förrän i mars 1983. Niskanen såg själv bara den slutliga versionen i Berlin och kände att filmen hade förändrats "på många sätt ganska avgörande, både tematiskt och stilistiskt". Han betonade dock att "Avskedet är en finsk film": "Dess manusförfattare, filmfotograf och regissör samt många nyckelskådespelare är finska. Det är det som spelar roll, inte det faktum att finansieringen kom från svenskar." Det ursprungliga namnet på filmen är trots allt Avskedet och den gjordes mestadels i Sverige och på svenska. Enligt uppgifter från finländska Statens filmgranskningsbyrå, Finlands filmstiftelse, Teosto och Svensk Filmografi klassas den som en svensk film.

### Fotnoter
1. 1 2 3 4 5 6 7 8 9 10 11 12 13  Elonet, läs online, läst: 8 oktober 2022.[källa från Wikidata]
2. 1 2 3 4  ”Avskedet”. Svensk Filmdatabas. http://sfi.se/sv/svensk-filmdatabas/Item/?itemid=14235&type=MOVIE&iv=Basic&ref=/templates/SwedishFilmSearchResult.aspx?id%3d1225%26epslanguage%3dsv%26searchword%3davskedet%26type%3dMovieTitle%26match%3dBegin%26page%3d1%26prom%3dFalse. Läst 15 maj 2013.
3. ↑  Tuija-Maija Niskanen (1981). Avskedet. Arkiverad från originalet den 8 oktober 2022. https://web.archive.org/web/20221008220549/https://elonet.finna.fi/Record/kavi.elonet_elokuva_100283. Läst 8 oktober 2022